# 大叶蛇葡萄
大叶蛇葡萄（学名：Ampelopsis megalophylla）为葡萄科蛇葡萄属的植物，是中国的特有植物，又名藤茶。分布于中国大陆的甘肃、四川、陕西、湖北、贵州、云南等地，生长于海拔1,000米至2,000米的地区，多生长在山谷及山坡林中，目前尚未由人工引种栽培。

## 异名
- Ampelopsis megalophylla Diels et Gilg var. puberula W. T. Wang